# Wargolshausen

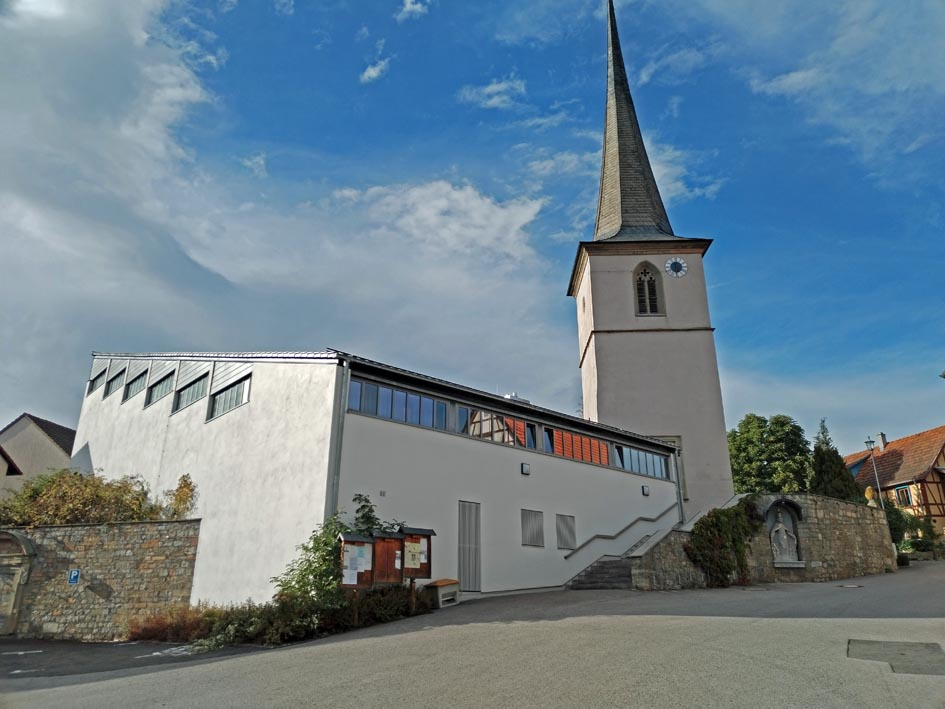
Kirche Wargolshausen

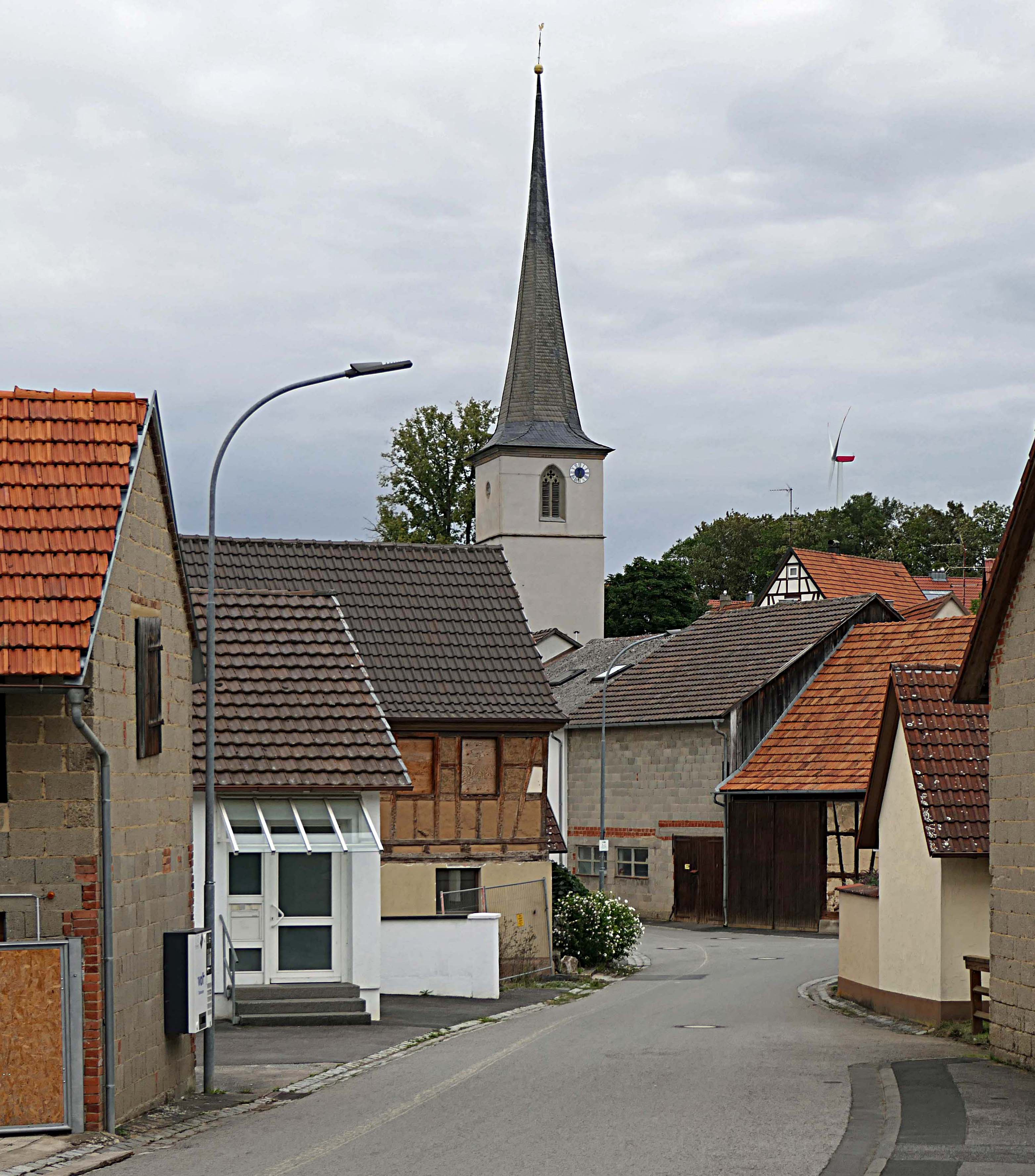
Mittlere Dorfstraße in Wargolshausen

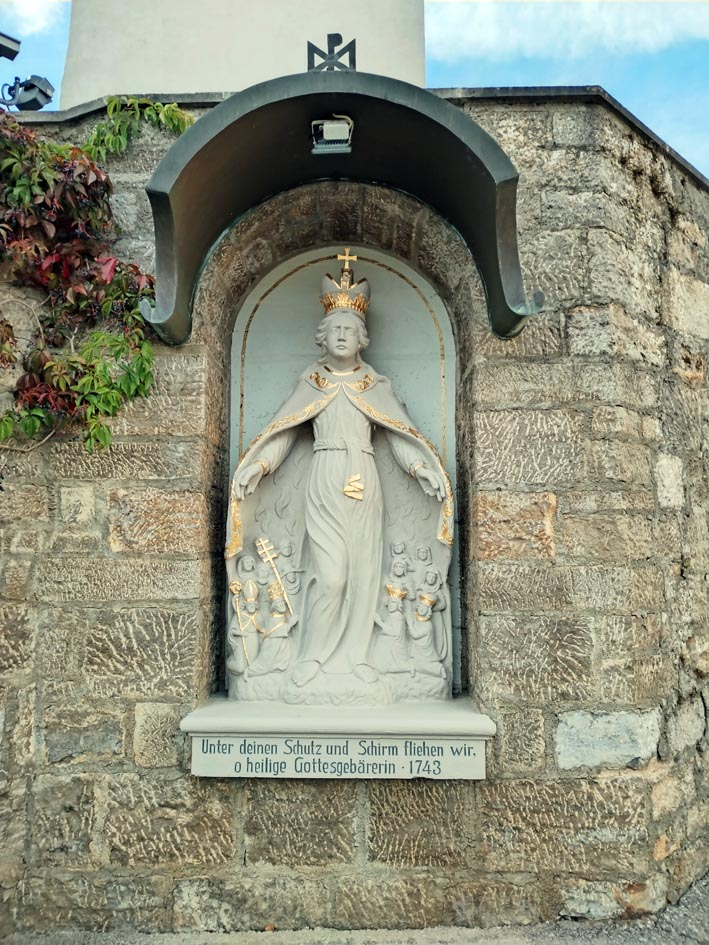
Schutzmantelmadonna an der Kirchenmauer aus dem Jahr 1743

Wargolshausen ist ein Gemeindeteil der Gemeinde Hollstadt im unterfränkischen Landkreis Rhön-Grabfeld in Bayern.

## Geografie
Das Pfarrdorf liegt am Goldbach neben Junkershausen, Hendungen und Waltershausen. Durch Wargolshausen führt der Fränkische Marienweg.

## Geschichte
Wargolshausen wurde erstmals im Jahr 1196 erwähnt. Die ersten Besitzer von Wargolshausen waren die Grafen von Wildberg. Diese überließen den Ort den Grafen von Henneberg, die es im Jahre 1368 an das Hochstift Würzburg verkauften. Das Dörfchen Wargolshausen war einst eine Filiale des Klosters Bildhausen. Der Ort gehörte seit jeher als Lokalkaplanei (jetzt Kuratie) zur Pfarrei Wülfershausen, ebenso wie später auch Junkershausen.
Bis zur Gebietsreform in Bayern war Wargolshausen eine selbstständige Gemeinde. Am 1. Januar 1978 wurde Wargolshausen in die Gemeinde Hollstadt eingemeindet.

## Sehenswertes, Kultur und Brauchtum

### Naturdenkmal Wargolshausener Linde

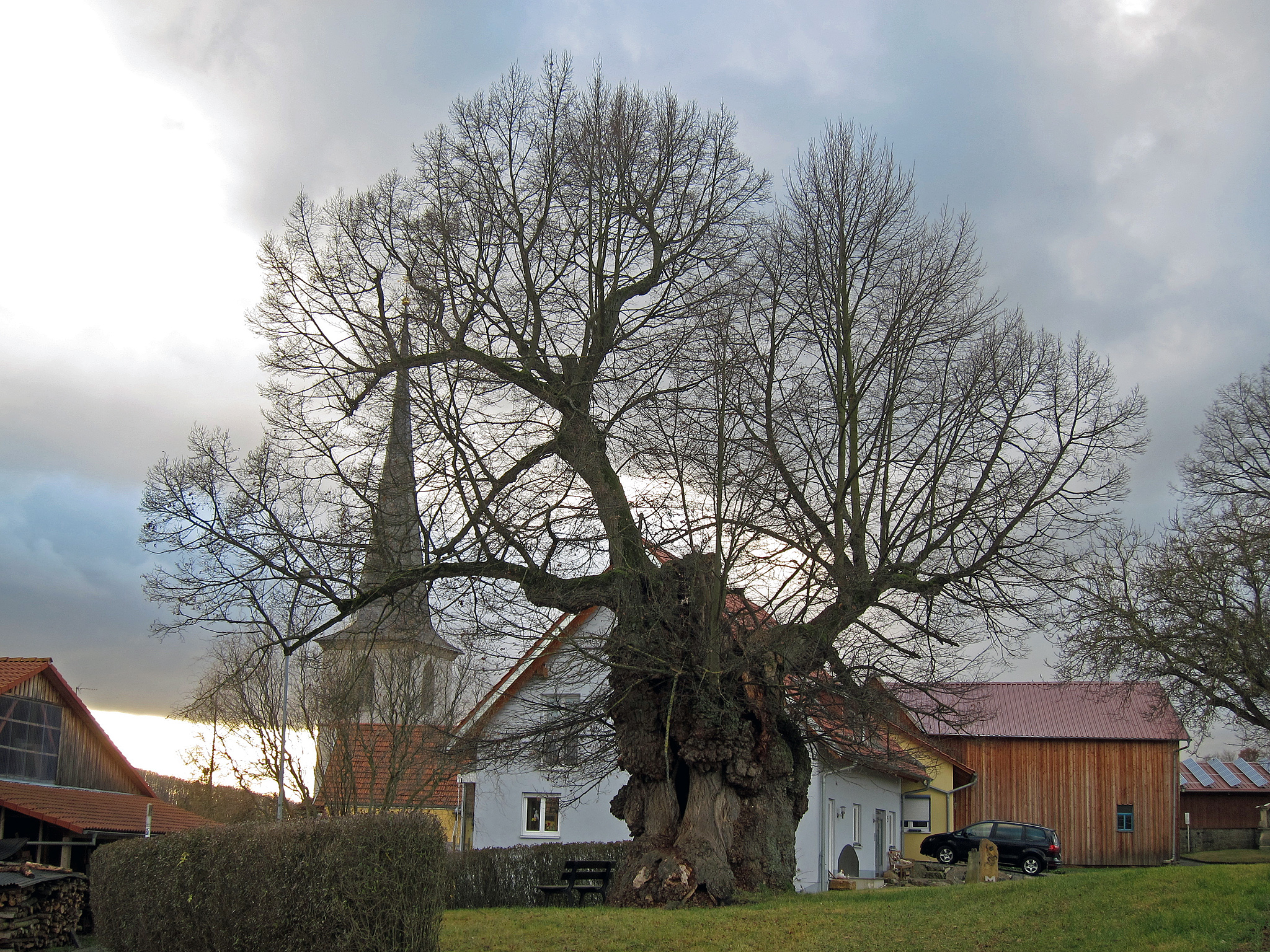
Wargolshausener Linde

Die Linde an der Friedhofstraße ist über 350 Jahre alt. Nach Aussage von Edgar Müller sen. wurde sie anlässlich der Ausrufung des Westfälischen Friedens 1648 gepflanzt. Bei der Unteren Naturschutzbehörde des Landkreises Rhön-Grabfeld ist sie als Naturdenkmal (ND-Nr. 1602) eingetragen. Im Jahre 2008 hatte der Stamm an der Stelle seines geringsten Durchmessers einen Umfang von 6,67 Metern und in einem Meter Höhe von 6,85 Metern.

### Regelmäßige Veranstaltungen
Wargolshausen gilt als Fastnachtshochburg. Der Rosenmontagsumzug ist der größte seiner Art im Landkreis Rhön-Grabfeld und der abschließende Höhepunkt der Fasenacht. Außerdem gibt es zwei Prunksitzungen in Wargolshausen.

### Vereine
- DJK Wargolshausen
- Wa-Ka-Ge
- Musikverein
- Freiwillige Feuerwehr Wargolshausen
- FC Bayern Fanclub

## Einrichtungen
- Schwimmbad
- Strohhaus
- Gästehaus
- Kindergarten
- Musikheim
- Sportheim mit Tennisplatz

## Mit Wargolshausen verbundene Persönlichkeiten
- Sebastian Merkle (1862–1945), Theologe und Kirchenhistoriker
- Adelberta Reinhart (1917–2008), Generaloberin und Missionsschwester